# Зоран Петровић (писац)
Зоран Петровић (Крагујевац, 5. март 1954 — Крагујевац, 25. фебруар 2018) био је песник, романсијер, сценариста и драмски писац.
Објавио је неколико књига песама, књига песама за децу, романа, као и две књиге из публицистике. Био је Директор најстаријег Српског театра Јоаким Вујић (Књажевско-српски театар).
Радио је као уредник издавачке делатности Спомен - музеја 21. октобар (Спомен-парк Крагујевачки октобар) и као уредник културе у крагујевачком недељнику Светлост. Био је колумниста је Блица.
Преминуо је 25. фебруара 2018. године у Крагујевцу

## Биографија
Зоран Петровић, рођен 5. марта 1954. године у Крагујевцу.
Од најраније младости бави се књижевним стваралаштвом, зашта добија бројне републичке и савезне награде. Касније се окушава у многим областима ставралаштва и публицистике, пише поезију, прозу, есеје, приказује књиге за крагујевачку „Светлост” „Радио Крагујевац“, часопис „Кораке”, а у два наврата пише поему за „Велики школски час” (’’Свакодневна молитва”, 1995) и сценарио (Избор из дотадашњих поема), па чак пише и текстове за „Смак“ и сонгове за дечје песме. Уверен да само онај аутор који се огледао у многим књижевним жанровима може бити комплетан стваралац, Петровић се бавио и публицистичким радом. Још као гимназијалац био је стални сарадник листа ФАКК, где се бавио проблематиком културе младих, а као студент Правног факултета покренуо је и уређивао лист „Правник” из кога су касније изашли „Погледи” у којима је такође објављивао текстове и интервјуе.
Завршио је Прву крагујевачку гимназију и дипломирао на Правном факултету 1977-78. Те године се запошљава у Спомен-парку Крагујевачки октобар на месту самосталног референта на организацији културних манифестација и Великог школског часа. Године 1985. прелази у Новиско радиоинформативну и издавачку кућу Светлост, где ради као уредник издања књига и других публикација, да би касније, приликом раздвајања Светлости и Нове светлости у два мандата обављао функцију директора Издавачког предузећа Нова светлост и то све до јануара 2000. године када је са тог места, одлуком Скупштине града, постављен за директора Театра Јоаким Вујић у Крагујевцу.

### У театру Јоаким Вујић 2000—2005
Сем што је обављао послове генералног директора радио је и послове уметничког директора, о успешности његовог рада као уметничког руководиоца куће, сведоче бројни позиви на фестивале, освојене награде, али највише прикази и изузетно повољне критике о представама из најеминентнијих пера позоришне критике, као што су: Јован Ћирилов, Жељко Јовановић, Владимир Копицл, Ђордје Лазин и готово сви критичари београдских дневних и недељних листова.
Као управник позоришта за време једног мандата, успео је да изврши комплетну реконструкцију позоришне зграде и да од једне представе коју је затекао напарави репертоарско позориште које је за четири године извело тридесетак премијера. Посебно је поносан што је успео да оствари стари крагујевачки сан о устројству једнов важног републичког фестивала у овом граду, тако што је успео да испослује код својих колега да се Сусрети професионалних позоришта Србије под називом „Јоаким Вујућ“ стално преместе у Крагујевац под новим именом:„Јоаким фест“.
И раније је учествовао у позоришном животу града, не само као верни гледалац већ и као уредник фестивалског билтена и члан жирија града домаћина на Сусретима професионалних позоришта Србије, када су се они одржавали у Крагујевцу. Писао је и драмске текстове који су изводјени у крагујевачком и шабачком позоришту.

### 2005—2011
Након успешних пет година проведених у позоришту, Зоран Петровић остаје без посла, услед политичких промена које су се догодиле у Крагујевцу. Његов дугогодишњи пријатељ иначе уредник за културу дневних новина Блиц, Рашко Ковачевић са којим се писац упознао за време свог мандата у позоришту, увидео је неправду која је учињена Зорану Петровићу па је позвао аутора да буде колумниста у Блицу. Две године које је провео без посла, искористио је како би се вратио свом правом позиву, књижевности. Кренуо је завршавати своја дела која су му годинама стајала како и сам аутор каже у фиоци. Једно од тих дела јесте и његов роман првенац: Камен близанац(2010) Геопоетика који је изазвао доста интересовања у медијима и критици. Роман је номинован и ушао у најужи избор за Нинову награду, Виталову награду и награду Меше Селимовића. Прво формално признање уследило је тек годину дана после издавања романа, у октобру 2011. године када је писац одлуком жирија добио награду Милош Црњански која се бијенално додељује за најбољу прву књигу из области у којима се огледао Црњански (поезија, роман, приповетка, есеј, драма, путопис, мемоари).
Године 2010. такође излази још један роман: Последња поруџбина издат у Крагујевцу, издавач: Катарина Богдановић. Трећи по реду његов роман: Угарак(2011), Геопоетика, појавиће се на штанду Геопетике за време трајања сајма књига у Београду.
Данас је колимниста Блица, и уредник културе у листи „Светлост“. Као круна овог ангажмана појављују се две његове књиге из области публицистике то: „Тајни досије Јосип Броз” у издању крагујевачке „Нове светлости“ и књига разговора са Данком Поповићем под називом „Време лажи”. Обе ове књиге доживеле су бројна издања и нашле су се на врху НИНОВЕ листе читаности у Србији.
Зоран Петровић је радио у Спомен-парку „21. октобар“ као уредник издавачке делатности.

## Дела
Централно место у његовом раду заузимало је бављење књижевношћу, а објавио је велики број књига, махом код београдских издавача, што је у то време, а и данас већ чин признања високог уметничког домета који је у њима постигнут. Већина књига које је објавио су вешто спојени различити књижевни родови као што су поезија, кратка прича, есеј и документ.
Прву књигу песама објављује под називом „Пан и огледало, 1978. а затим су следиле књиге:’’Александријска критична маса”, 1989. у београдској „Просвети, затим „Свакодневна молитва” у издању Спомен-парка „Крагујевачки октобар”, а потом још две књиге у „Просвети из Београда и то 1996.” Апсолутна нула” и „Присутни су одсутни’’2002. године. У међувремену је објавио ауторско издање избора своје љубавне поезије под називом „Спасити Спасиоца”, као и кињгу песама „Став у троставу’’у издању „Народне књиге” из Београда.
Поред тога објавио је и две књиге песама за децу, обе у крагујевачкој „Светлости’’’’Песме из трбуха’’1983. и „Прича о словима” 1987. године.

### Поезија
- Пан и огледало, (1978)
- Александријска критична маса, (1989)
- Свакодневна молитва, (1995)
- Апсолутна нула, (1996)
- Спасити спасиоца, (1998)
- Присутни су одсутни, (2002)
- Став у троставу, (2009)
- Недостајући себи, (2016)

### Књиге песама за децу
- Прича о словима, (1978)
- Песме из трбуха, (1983)

### Сценарио позорижне представе
- Мувосерине

#### Дечје представе
- Магарећа кожа

### Књиге приповедака
- Распадање декадног система, (2010)
- Чувар прелаза, (2017)

### Публицистика
- Тајни досије Јосип Броз (Необјављени архиви Барског конгреса)
- Време лажи (књига разговора са Данком Поповићем)

### Романи
- Камен близанац, (2010)
- Последња наруџбина, (2010)
- Угарак, (2011)
- Шаптач стихова, (2017)
- Ангелина, (2017)

## Награде
- Милош Црњански, 2011,[5]